# Saint-Lô Agglo (vor 2017)
Saint-Lô Agglo (vor 2017) ist ein ehemaliger französischer Gemeindeverband mit der Rechtsform einer Communauté d’agglomération im Département Manche in der Region Normandie. Der Gemeindeverband wurde am 9. April 2013 gegründet und umfasste 60 Gemeinden. Der Verwaltungssitz befand sich in der Stadt Saint-Lô.

## Historische Entwicklung
Der Gemeindeverband entstand mit Wirkung vom 1. Januar 2014 durch die Fusion der Vorgängerorganisationen
- Communauté de communes du Canton de Marigny,
- Communauté de communes du Canton de Tessy-sur-Vire,
- Communauté de communes du Canton de Torigni-sur-Vire,
- Communauté de communes de l’Elle,
- Communauté de communes de la Région de Daye und
- Saint-Lô Agglomération.

Mit Wirkung vom 1. Januar 2017 fusionierte der Gemeindeverband mit der Communauté de communes de Canisy und bildete so die gleichnamige Nachfolgeorganisation Saint-Lô Agglo. Trotz der Namensgleichheit handelt es sich um eine Neugründung mit anderer Rechtspersönlichkeit.
Gleichzeitig wurden folgende Gemeinden zu Communes nouvelles zusammengeschlossen:
- Remilly-sur-Lozon, Le Mesnil-Vigot und Les Champs-de-Losque bildeten Remilly Les Marais,
- Placy-Montaigu und Saint-Amand bildeten Saint-Amand-Villages,
- Troisgots schloss sich der Commune nouvelle Condé-sur-Vire an.

## Ehemalige Mitgliedsgemeinden
1. Agneaux
2. Airel
3. Amigny
4. La Barre-de-Semilly
5. Baudre
6. Beaucoudray
7. Beuvrigny
8. Bérigny
9. Biéville
10. Cavigny
11. Les Champs-de-Losque
12. Condé-sur-Vire
13. Couvains
14. Cerisy-la-Forêt
15. Le Dézert
16. Domjean
17. Fourneaux
18. Gouvets
19. Graignes-Mesnil-Angot
20. Le Hommet-d’Arthenay
21. Lamberville
22. Le Lorey
23. La Luzerne
24. Marigny-le-Lozon
25. La Meauffe
26. Le Mesnil-Amey
27. Le Mesnil-Eury
28. Le Mesnil-Rouxelin
29. Le Mesnil-Véneron
30. Le Mesnil-Vigot
31. Moon-sur-Elle
32. Montrabot
33. Montreuil-sur-Lozon
34. Moyon Villages
35. Le Perron
36. Placy-Montaigu
37. Pont-Hébert
38. Rampan
39. Remilly-sur-Lozon
40. Saint-Amand
41. Saint-André-de-l’Épine
42. Saint-Clair-sur-l’Elle
43. Saint-Fromond
44. Saint-Georges-d’Elle
45. Saint-Germain-d’Elle
46. Saint-Georges-Montcocq
47. Saint-Gilles
48. Saint-Jean-de-Daye
49. Saint-Jean-d’Elle
50. Saint-Jean-de-Savigny
51. Saint-Lô
52. Saint-Louet-sur-Vire
53. Saint-Pierre-de-Semilly
54. Saint-Vigor-des-Monts
55. Sainte-Suzanne-sur-Vire
56. Tessy-Bocage
57. Thèreval
58. Torigny-les-Villes
59. Troisgots
60. Villiers-Fossard